# Gran Premio di Monaco 1960
Il Gran Premio di Monaco 1960 si è svolto domenica 29 maggio 1960 sul circuito di Montecarlo. La gara è stata vinta da Stirling Moss su Lotus seguito da Bruce McLaren su Cooper e da Phil Hill su Ferrari. Fu la prima vittoria in Formula 1 per l'auto costruita da Colin Chapman.

## Qualifiche
| Pos                     | N° | Pilota              | Auto               | Squadra                   | Tempo  | Distacco |
| ----------------------- | -- | ------------------- | ------------------ | ------------------------- | ------ | -------- |
| 1                       | 28 | Stirling Moss       | Lotus-Climax       | RRC Walker Racing Team    | 1:36.3 | -        |
| 2                       | 8  | Jack Brabham        | Cooper-Climax      | Cooper Car Company        | 1:37.3 | +1.0     |
| 3                       | 18 | Tony Brooks         | Cooper-Climax      | Yeoman Credit Racing Team | 1:37.7 | +1.4     |
| 4                       | 16 | Chris Bristow       | Cooper-Climax      | Yeoman Credit Racing Team | 1:37.7 | +1.4     |
| 5                       | 2  | Jo Bonnier          | BRM                | Owen Racing Organisation  | 1:37.7 | +1.4     |
| 6                       | 6  | Graham Hill         | BRM                | Owen Racing Organisation  | 1:38.0 | +1.7     |
| 7                       | 22 | Innes Ireland       | Lotus-Climax       | Team Lotus                | 1:38.2 | +1.9     |
| 8                       | 38 | Wolfgang von Trips  | Ferrari            | Scuderia Ferrari          | 1:38.3 | +2.0     |
| 9                       | 34 | Richie Ginther      | Ferrari            | Scuderia Ferrari          | 1:38.4 | +2.1     |
| 10                      | 36 | Phil Hill           | Ferrari            | Scuderia Ferrari          | 1:38.5 | +2.2     |
| 11                      | 10 | Bruce McLaren       | Cooper-Climax      | Cooper Car Company        | 1:38.6 | +2.3     |
| 12                      | 14 | Roy Salvadori       | Cooper-Climax      | High Efficiency Motors    | 1:38.7 | +2.4     |
| 13                      | 24 | Alan Stacey         | Lotus-Climax       | Team Lotus                | 1:38.8 | +2.5     |
| 14                      | 4  | Dan Gurney          | BRM                | Owen Racing Organisation  | 1:38.9 | +2.6     |
| 15                      | 26 | John Surtees        | Lotus-Climax       | Team Lotus                | 1:39.0 | +2.7     |
| 16                      | 44 | Maurice Trintignant | Cooper-Maserati    | Scuderia Centro Sud       | 1:39.1 | +2.8     |
| Vetture non qualificate |    |                     |                    |                           |        |          |
| NQ                      | 12 | Bruce Halford       | Cooper-Climax      | Fred Tuck Cars            | 1:39.6 | +3.3     |
| NQ                      | 32 | Cliff Allison       | Ferrari            | Scuderia Ferrari          | 1:39.7 | +3.4     |
| NQ                      | 20 | Brian Naylor        | JBW-Maserati       | JB Naylor                 | 1:40.3 | +4.0     |
| NQ                      | 40 | Masten Gregory      | Cooper-Maserati    | Scuderia Centro Sud       | 1:41.6 | +5.3     |
| NQ                      | 46 | Chuck Daigh         | Scarab             | Reventlow Automobiles Inc | 1:47.0 | +10.7    |
| NQ                      | 30 | Giorgio Scarlatti   | Cooper-Castellotti | Scuderia Castellotti      | 1:47.4 | +11.1    |
| NQ                      | 48 | Lance Reventlow     | Scarab             | Reventlow Automobiles Inc | 1:48.5 | +12.2    |
| NQ                      | 42 | Ian Burgess         | Cooper-Maserati    | Scuderia Centro Sud       | 1:49.1 | +12.8    |
| NQ                      | 30 | Gino Munaron        | Cooper-Castellotti | Scuderia Castellotti      | -      | -        |

## Gara
I risultati del GP sono stati i seguenti:
| Pos | N° | Pilota              | Costruttore/Motore | Giri | Tempo/Ritiro     | Griglia | Punti |
| --- | -- | ------------------- | ------------------ | ---- | ---------------- | ------- | ----- |
| 1   | 28 | Stirling Moss       | Lotus-Climax       | 100  | 2:53:45.5        | 1       | 8     |
| 2   | 10 | Bruce McLaren       | Cooper-Climax      | 100  | +52.1            | 11      | 6     |
| 3   | 36 | Phil Hill           | Ferrari            | 100  | +1:01.9          | 10      | 4     |
| 4   | 18 | Tony Brooks         | Cooper-Climax      | 99   | +1 giro          | 3       | 3     |
| 5   | 2  | Jo Bonnier          | BRM                | 83   | +17 giri         | 5       | 2     |
| 6   | 34 | Richie Ginther      | Ferrari            | 70   | +30 giri         | 9       | 1     |
| 7   | 6  | Graham Hill         | BRM                | 66   | Testacoda        | 6       |       |
| 8   | 38 | Wolfgang von Trips  | Ferrari            | 61   | Frizione         | 8       |       |
| 9   | 22 | Innes Ireland       | Lotus-Climax       | 56   | +44 giri         | 7       |       |
| Rit | 4  | Dan Gurney          | BRM                | 44   | Sospensione      | 14      |       |
| SQ  | 8  | Jack Brabham        | Cooper-Climax      | 40   | Squalificato     | 2       |       |
| Rit | 14 | Roy Salvadori       | Cooper-Climax      | 29   | Surriscaldamento | 12      |       |
| Rit | 24 | Alan Stacey         | Lotus-Climax       | 23   | Motore           | 13      |       |
| Rit | 16 | Chris Bristow       | Cooper-Climax      | 17   | Cambio           | 4       |       |
| Rit | 26 | John Surtees        | Lotus-Climax       | 17   | Trasmissione     | 15      |       |
| Rit | 44 | Maurice Trintignant | Cooper-Maserati    | 4    | Cambio           | 16      |       |
| NQ  | 12 | Bruce Halford       | Cooper-Climax      |      |                  |         |       |
| NQ  | 32 | Cliff Allison       | Ferrari            |      |                  |         |       |
| NQ  | 20 | Brian Naylor        | JBW-Maserati       |      |                  |         |       |
| NQ  | 40 | Masten Gregory      | Cooper-Maserati    |      |                  |         |       |
| NQ  | 46 | Chuck Daigh         | Scarab             |      |                  |         |       |
| NQ  | 30 | Giorgio Scarlatti   | Cooper-Castellotti |      |                  |         |       |
| NQ  | 48 | Lance Reventlow     | Scarab             |      |                  |         |       |
| NQ  | 42 | Ian Burgess         | Cooper-Maserati    |      |                  |         |       |
| NQ  | 30 | Gino Munaron        | Cooper-Castellotti |      |                  |         |       |

## Statistiche

### Piloti
- 13ª vittoria per Stirling Moss
- 1º Gran Premio per Chuck Daigh, Lance Reventlow, John Surtees e Richie Ginther

### Costruttori
- 1° pole position, 1° podio e 1° vittoria per la Lotus
- 1º Gran Premio per la Scarab

### Motori
- 9° vittoria per il motore Climax
- 1º Gran Premio per i motori Scarab e Castellotti

### Giri al comando
- Jo Bonnier (1-16, 61-67)
- Stirling Moss (17-33, 41-60, 68-100)
- Jack Brabham (34-40)

## Classifiche Mondiali

### Piloti
| Pos | Pilota             | Punti |
| --- | ------------------ | ----- |
| 1   | Bruce McLaren      | 14    |
| 2   | Stirling Moss      | 8     |
| 3   | Cliff Allison      | 6     |
| 4   | Phil Hill          | 4     |
| 5   | Carlos Menditeguy  | 3     |
|     | Tony Brooks        | 3     |
| 7   | Wolfgang von Trips | 2     |
|     | Jo Bonnier         | 2     |
| 9   | Innes Ireland      | 1     |
|     | Richie Ginther     | 1     |

### Costruttori
| Pos | Team            | Punti |
| --- | --------------- | ----- |
| 1   | Cooper-Climax   | 14    |
| 2   | Ferrari         | 10    |
| 3   | Lotus-Climax    | 9     |
| 4   | Cooper-Maserati | 3     |
| 5   | BRM             | 2     |